# إلك
إلك هي مدينة، تتبع Ełk County ‏، هي عاصمة Ełk County ‏، بلغ عدد سكانها 60٬621 نسمة، في 2016، تبلغ مساحتها 21 كيلومتر مربع، رمزها البريدي هو 19-300–19-306.

## مدن توأم
المدن التوأم:
- برلينغتون
- نتتال
- أورباسانو
- ليدا
- هاغن[8]
- نيمينسينه.

## أعلام
- زيجفريد لنس
- أوتو فون شريدر
- ليزيك بلازنسكي
- دايفيد غوردون
- ألفرد مولر